# Буци Уничем-Чентро Сочале (Кунео)
Буци Уничем-Чентро Сочале је насеље у Италији у округу Кунео, региону Пијемонт.
Према процени из 2011. у насељу је живело 30 становника. Насеље се налази на надморској висини од 678 м.